# Felix Rehberger
Felix Rehberger (né le 4 août 1986) est un coureur cycliste allemand.

## Palmarès
- 2004
  -  Champion d'Allemagne sur route juniors
- 2006
  - 3e étape du Tour de Mainfranken
  - 3e du Grand Prix Vorarlberg
- 2008
  - Cottbus-Görlitz-Cottbus
  - 2ea étape du Tour de la Martinique